# 焊接工艺规程
焊接工艺规程（Welding Procedure Specification，简称WPS）是根据一个或多个合格的焊接工艺评定报告（welding procedure qualification report，简称WPQR或PQR）编制的，在产品施焊过程中必须遵守的焊接工艺文件。
通常情况下，对于施焊单位首次焊接的材料、工艺、方法，或改变了之前评定合格的焊接工艺，必须在施焊前进行焊接工艺评定。评定是验证施焊单位在特定的条件下，焊接成合格接头的能力。评定的一般步骤为：拟定预焊接工艺规程，施焊试件，试件检验，签发焊接工艺评定报告。焊接工艺规程即根据评定合格的焊接工艺评定报告编制，用于指导焊接作业人员焊接工作。